# Fédor Tcherkachine
Fédor Tcherkachine (en ukrainien : Федір Черкашин) ou Fiodor Czerkaszyn, né le 11 janvier 1996 à Kharkiv, est un boxeur Ukrainien-Polonais. Il est actuellement classé huitième par WBC et onzième par BoxRec,.

## Carrière professionnelle
Tcherkachine commence sa carrière professionnelle le 9 mai 2015, remportant le combat contre Konstantin Aleksandrov d'une décision unanime au Gymnasium of Natural Sciences and Mathematics à Vratsa, en Bulgarie. Les trois juges comptèrent les points du combat : 60-54.
Le 26 octobre 2024, Tcherkachine recevrait son premier titre de poids au sein d'un combat pour le titre vacant de champion international des poids moyens WBC contre Sebastian Horacio Papeschi à Zakopane, en Pologne. Tcherkachine remporterait le combat par décision unanime. Les trois juges comptèrent les points du combat : 100-90.

## Record de boxe professionnelle
| 27 combats   | 26 victoires | 1 défaite |
| ------------ | ------------ | --------- |
| Par KO       | 16           | 0         |
| Par décision | 10           | 1         |

| Numéro | Résultat | Record | Adversaire                 | Type                   | Tour, temps | Date             | Endroit                                                                      | Remarques                                                     |
| ------ | -------- | ------ | -------------------------- | ---------------------- | ----------- | ---------------- | ---------------------------------------------------------------------------- | ------------------------------------------------------------- |
| 27     | Victoire | 26–1   | Patrick Allotey            | KO technique           | 2 (8) 1:50  | 1er février 2025 | Prudential Center, Newark (New Jersey), États-Unis                           |                                                               |
| 26     | Victoire | 25–1   | Sebastian Horacio Papeschi | Décision unanime       | 10          | 26 octobre 2024  | Nosalowy Dwór, Zakopane, Pologne                                             | A remporté le titre vacant WBC international des poids moyens |
| 25     | Victoire | 24–1   | Jorge Cota                 | KO technique           | 7 (10) 2:52 | 24 mai 2024      | Hala Podpromie w Rzeszowie, Rzeszów, Pologne                                 |                                                               |
| 24     | Victoire | 23–1   | Jairo Delgado              | Décision unanime       | 8           | 24 février 2024  | Opera i Filharmonia Podlaska, Białystok, Pologne                             |                                                               |
| 23     | Défaite  | 22–1   | Anauel Ngamissengue        | Décision à la majorité | 8           | 26 août 2023     | Stade municipal de Wrocław, Wrocław, Pologne                                 |                                                               |
| 22     | Victoire | 22–0   | Elias Espadas              | KO technique           | 9 (10) 2:07 | 22 avril 2023    | T-Mobile Arena, Paradise (Nevada), États-Unis                                |                                                               |
| 21     | Victoire | 21–0   | Nathaniel Gallimore        | Décision unanime       | 10          | 5 novembre 2022  | Minneapolis Armory, Minneapolis, États-Unis                                  |                                                               |
| 20     | Victoire | 20–0   | Gilbert Venegas Jr.        | KO technique           | 4 (8) 2:19  | 20 août 2022     | Seminole Hard Rock Hotel & Casino Hollywood, Hollywood (Floride), États-Unis |                                                               |
| 19     | Victoire | 19–0   | Gonzalo Gaston Coria       | Décision unanime       | 10          | 23 octobre 2021  | Nosalowy Dwór, Zakopane, Pologne                                             |                                                               |
| 18     | Victoire | 18-0   | Damian Ezequiel Bonelli    | KO technique           | 1 (8) 2:50  | 17 juillet 2021  | Arena Suwałki, Suwałki, Pologne                                              |                                                               |
| 17     | Victoire | 17-0   | Javier Francisco Maciel    | Décision unanime       | 10          | 27 mars 2021     | Hotel Warszawianka, Jachranka, Pologne                                       |                                                               |
| 16     | Victoire | 16-0   | Patrick Mendy              | KO                     | 7 (8) 1:58  | 7 mars 2020      | Hala Sportowa im. Olimpijczyków, Łomża, Pologne                              |                                                               |
| 15     | Victoire | 15-0   | Mathias Eklund             | KO technique           | 3 (8) 2:41  | 30 novembre 2019 | Nosalowy Dwór, Zakopane, Pologne                                             |                                                               |
| 14     | Victoire | 14-0   | Guido Nicolas Pitto        | KO technique           | 1 (10) 2:47 | 26 octobre 2019  | Hala Sportowa, Sosnowiec, Pologne                                            |                                                               |
| 13     | Victoire | 13-0   | Wes Capper                 | Décision unanime       | 10          | 6 juillet 2019   | Stadion Miejski, Rzeszów, Pologne                                            |                                                               |
| 12     | Victoire | 12-0   | Kassim Ouma                | KO technique           | 2 (8) 2:10  | 23 mars 2019     | Hala Sportowa im. Olimpijczyków, Łomża, Pologne                              |                                                               |
| 11     | Victoire | 11-0   | Bartłomiej Grafka          | Décision unanime       | 8           | 6 octobre 2018   | Nosalowy Dwór, Zakopane, Pologne                                             |                                                               |
| 10     | Victoire | 10-0   | Ayoub Nefzi                | KO technique           | 2 (8) 0:14  | 2 juin 2018      | G2A Arena, Rzeszów, Pologne                                                  |                                                               |
| 9      | Victoire | 9-0    | Daniel Urbański            | KO                     | 1 (8) 0:17  | 12 mai 2018      | Hala Sportowa, Wałcz, Pologne                                                |                                                               |
| 8      | Victoire | 8-0    | Artem Karasev              | KO                     | 1 (4) 1:26  | 10 février 2018  | Hala Nysa, Nysa, Pologne                                                     |                                                               |
| 7      | Victoire | 7-0    | Nadzir Bakshyieu           | Abandon                | 4 (6) 3:00  | 20 février 2016  | KIKO Boxing Club, Kiev, Ukraine                                              |                                                               |
| 6      | Victoire | 6-0    | Anton Rusak                | Décision par points    | 6           | 21 décembre 2015 | "Gagarin" Club, Minsk, Biélorussie                                           |                                                               |
| 5      | Victoire | 5-0    | Victor Garcia              | Décision unanime       | 6           | 2 octobre 2015   | Gymnase du Lycee Technique de Monaco, Monte Carlo, Monaco                    |                                                               |
| 4      | Victoire | 4-0    | Yuriy Tkachenko            | Abandon                | 5 (6) 3:00  | 31 juillet 2015  | Imperia Sports Complex, Pidhirtsi, Ukraine                                   |                                                               |
| 3      | Victoire | 3-0    | Mikalai Shaplou            | KO technique           | 1 (6)       | 10 juillet 2015  | Royal Boxing Gym, Minsk, Biélorussie                                         |                                                               |
| 2      | Victoire | 2-0    | Oleksandr Kovaliov         | KO                     | 1 (4) 0:48  | 21 mai 2015      | Army Sports Club, Kiev, Ukraine                                              |                                                               |
| 1      | Victoire | 1-0    | Konstantin Aleksandrov     | Décision unanime       | 6           | 9 mai 2015       | Gymnasium of Natural Sciences and Mathematics, Vratsa, Bulgarie              |                                                               |